# Castell de Roset
Castell de Roset és un castell termenat del municipi de Vilada (Berguedà) declarat bé cultural d'interès nacional. S'aixeca en un turó rocallós als vessants de la serra de Picamill que domina la vall de Vilada.

## Descripció
Ruïnes notables d'un veritable castell roquer. Per tramuntana, hi ha un camí encara empedrat que devia donar a l'entrada originària del castell. La roca mostra forats a dreta i esquerra que són la base on s'assentava una porta. Després d'uns 10 m de pendent, s'entra a l'esplanada del castell on resten construccions d'uns 20 m de llarg per 7 d'ample i uns 6 d'alt. La planta és completament irregular degut, segurament a successives ampliacions que s'han hagut d'adaptar a la forma del penyal. L'aparell és de pedres molt regulars i acurat. Resten forats de sosteniment de bigues que mostren l'existència de més d'un pis i algunes finestres adovellades en mal estat.
A la cara nord del castell hi ha una plataforma semicircular que devia constituir l'avantguarda defensiva. Té molt bona visió i comunicació amb el castell de Puigarbessós, que era també una de les possessions dels comtes de Pallars al Berguedà. La línia de comunicació entre castells devia ser: castell de Berga, Castellberguedà, castell de Puigarbessós i d'aquest als de Blancafort i Roset.

## Història
L'any 839 és citada la parròquia de "Roseto" a l'acta de consagració de la catedral d'Urgell. El 945 se cita el lloc i el 1026 apareix el castell i el seu senyor, Seniofred, en un document.
El lloc és documentat ja al s. XI (podem llegir el topònim «Roseto» associat a «Villa-lata») però no és fins al 1026 que s'esmenta pròpiament el castell en un document on Sunifred, senyor del castell de Roset, encarregà al prevere Borrell que, després de la seva mort, la tasca de l'ordi, forment, sègol i vi fos feta al monestir de la Portella. L'any 1309 era una important possessió dels Berga. Sibil·la, comtessa de Pallars i senyora de Berga, en un document de venda-permuta signat amb el rei Jaume II, es desprèn de nombrosos castells del Berguedà però es reserva el «castro de Roseto». Aquest castell era el més proper a les possessions del seu marit, Hug de Mataplana, senyor de la baronia de Mataplana.
El castell passà a mans de Bernat Guillem de la Portella que en el seu testament l'any 1321 el deixà al rei. El 1336, el rei Pere vengué a Sibil·la de Fenollet, dama emparentada amb els Portella, diverses jurisdiccions, entre altres dels castells de Palmerola i Roset. El 1365-1370, el castell i la batllia de Roset comptaven amb 39 focs. El fogatjament de 1381 en sindica que ja només compta amb 25 focs i que el castell és possessió dels Pinós. El 1383, Bernat I Galceran de Pinós en prengué possessió. Del castell n'era feudatari el donzell Bernat de Roset. El castell tingué un paper important durant la guerra civil catalana (1462-1472). L'any 1545, Joanot de Roset era el senyor del castell però no hi vivia. Això sembla indicar que el castell ja era abandonat.